# Samuel L. Southard
Samuel Lewis Southard (9 de Junho de 1787 - 26 de Junho de 1842) foi um proeminente estadista norte-americano do início do século XIX, servindo como um senador dos Estados Unidos, Secretário da Marinha, e 10º governador de de Nova Jérsei.